# 扎尔吉里斯篮球俱乐部
扎尔吉里斯篮球俱乐部，是立陶宛考纳斯的一个职业篮球俱乐部。俱乐部在立陶宛国内参加立陶宛篮球联赛的赛事。俱乐部成立于1944年，为歐洲籃球聯賽中历史最久的俱乐部之一。扎尔吉里斯是歐洲籃球聯賽中具有长期资格的11个欧洲俱乐部之一，这些俱乐部确保能参加联赛。自2011-12赛季起俱乐部的主场为体育馆。俱乐部取名于格伦瓦德之战。立陶宛语中和波兰语中的意思都是“绿林”。